# IASF
IASF - Industria Automotriz Santa Fe S.A. est un constructeur automobile argentin fondé en 1960 et disparu en 1969.

## Histoire
La société IASF - Industria Automotriz Santa Fe S.A.  a été créée le 22 mars 1960 et a lancé la construction d'une usine automobile destinée à la production, sous licence, de véhicules des marques Auto Union et DKW.

### Contexte
Depuis la renaissance de la société Auto Union Gmbh à Ingolstadt, le 3 septembre 1949, le groupe automobile allemand a toujours entretenu d'excellents rapports commerciaux avec l'Argentine. Une grande quantité de véhicules produits à Ingolstadt et a Düsseldorf y ont été exportés car pendant de longues années, mais le groupe allemand n'avait jamais réussi à les produire sur place. Cette défaillance lui coûtait très cher car en Argentine, les dictatures se succédaient avec des lois toujours plus protectionnistes qui appliquaient de très importants droits de douane sur les importations de produits finis, notamment les automobiles. Une première tentative d'accord est proposée à Henry John Kaiser, patron du constructeur automobile éponyme, qui venait de se transférer du Michigan dans la ville de Córdoba, mais sans succès. Une seconde tentative a lieu en 1959 avec la société Siam de Buenos Aires, qui échoue également vu les conditions très restrictives imposées par Auto Union. Un accord est finalement négocié avec la société IASF - Industria Automotriz di Santa Fe.

### Le projet
Le site choisi est un terrain de 30 hectares. sur la route nationale no 11 dans la province de Santa Fe, à Sauce Viejo. En attendant que la nouvelle usine soit construite, la production du modèle Auto Union 1000 débute dans des ateliers de Mayo Street à Santa Fe, au rythme de 10 à 12 unités par jour.
En juillet de la même année, l'Universal Rural et la gamme d'utilitaires "Schnellaster" viennent compléter l'offre. En plus de ces modèles, en 1963, IASF enrichi sa gamme avec un élégant coupé Sport habillé d'une carrosserie signée par le maître italien Fissore. Le moteur est toujours le DKW trois cylindres deux temps de 981 cm3 développant 50 ch qui lui permet d’atteindre la vitesse maximale de 135 km/h.
Grâce à leur mécanique simple et fiable, basée sur des moteurs à deux temps, et un faible coût de maintenance, les modèles Auto Union construits localement sous licence ont été rapidement acceptés. La demande a entraîné une augmentation de la production. En 1965, cinq ans après son inauguration, l’usine occupait déjà une surface de 38 000 m2 couverts et employait 1 500 salariés avec une capacité installée de 25 unités par jour. L'usine, fonctionnement sur le principe d'une structure verticale, produisait tous les composants des véhicules sans fourniture extérieure importante. Divers ateliers effectuaient les opérations d’usinage et d’assemblage du moteur, de la boîte de vitesses, du différentiel, la construction totale de la carrosserie, des sièges ainsi que l’assemblage final de tous les modèles, voitures de tourisme comme utilitaires.
En avril 1966, l'usine fête le 20 000e véhicule produit. Au début de 1969, une nouvelle gamme d'utilitaires très moderne est lancée mais en raison de très grosses difficultés financières et un volume de ventes insuffisant, l’usine doit cesser ses activités à la fin de cette même année 1969 après avoir produit à peine plus de 35 000 véhicules. L'usine a été rachetée par la filiale argentine du géant italien Fiat, Fiat Concord qui l'a transformée pour y fabriquer des tracteurs agricoles.

## Les modèles Auto Union

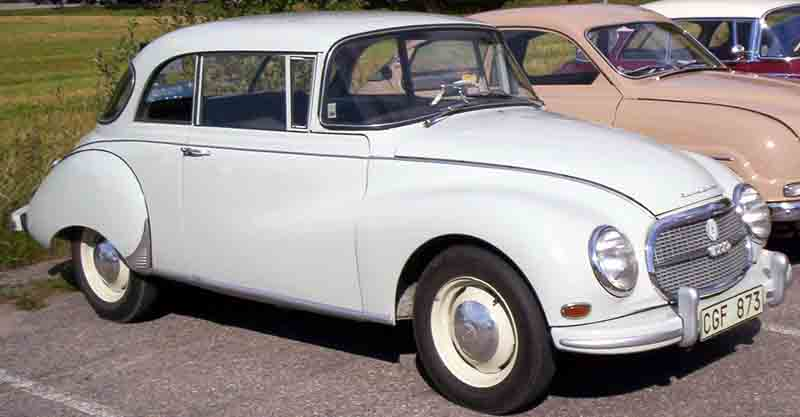
L'Auto Union 1000S

La société IASF - Industria Automotriz Santa Fe S.A. a fabriqué sous licence plusieurs modèles de la gamme Auto Union :
- 1960 - 1000S

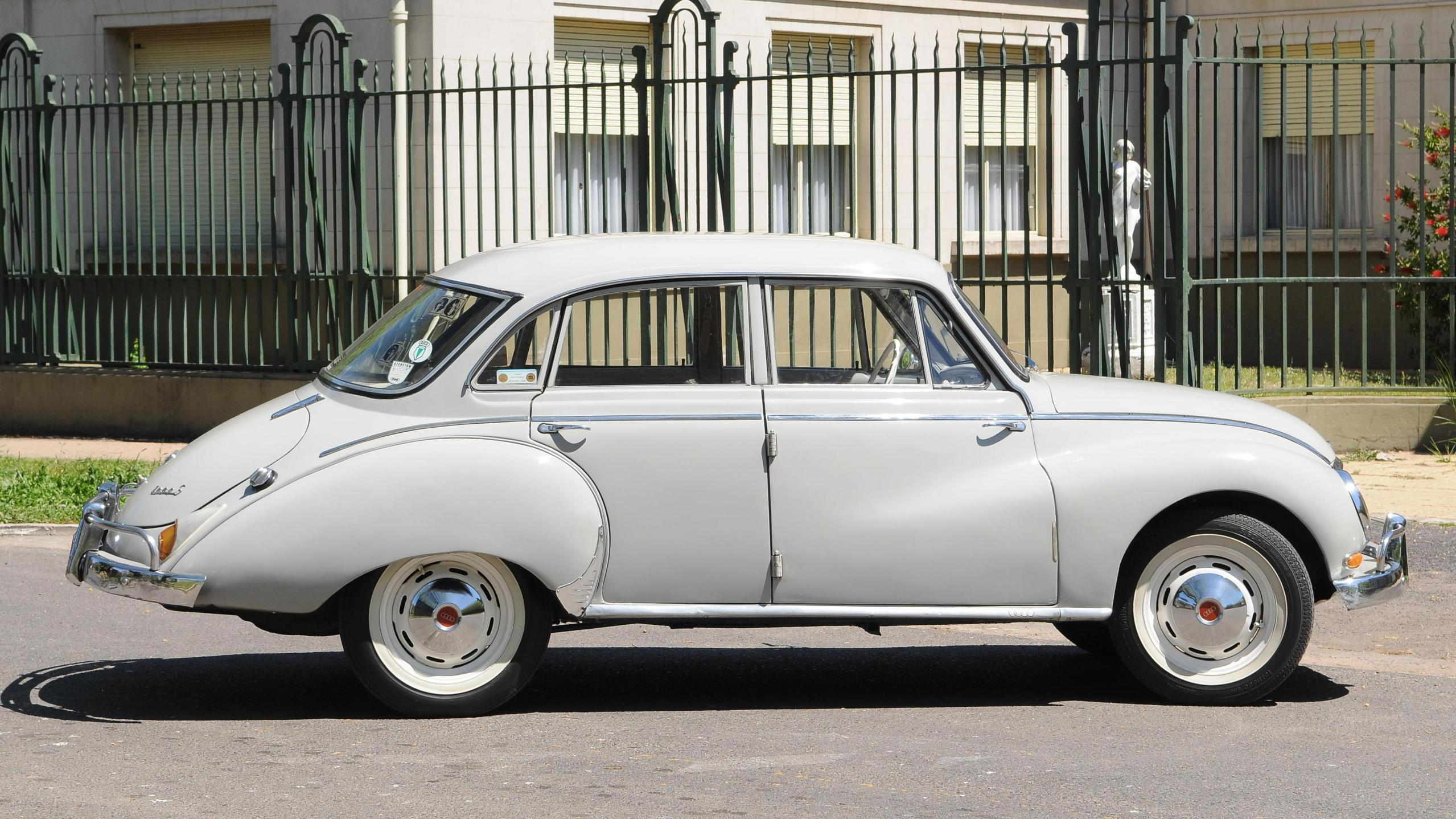
Auto Union 1000S argentine

C'est sans aucun doute le modèle le plus populaire de la gamme Auto Union fabriquée en Argentine. Petite berline de faible cylindrée avec une carrosserie à deux ou quatre portes où cinq personnes y trouvaient place. Parfaitement identique à l'original allemand. Traction avant équipée du moteur essence DKW trois cylindres deux temps de 980 cm3 monté transversalement sur le train avant. La boîte de vitesses à 4 rapports disposait du deuxième, troisième et quatrième rapports synchronisés alors que l'original allemand n'a jamais bénéficié de rapports synchronisés.
Contrairement aux autres modèles concurrents de sa catégorie, la carrosserie n’était pas autoporteuse mais montée sur un châssis en tubes d’acier de section rectangulaire.
- 1960 - Rural Universal

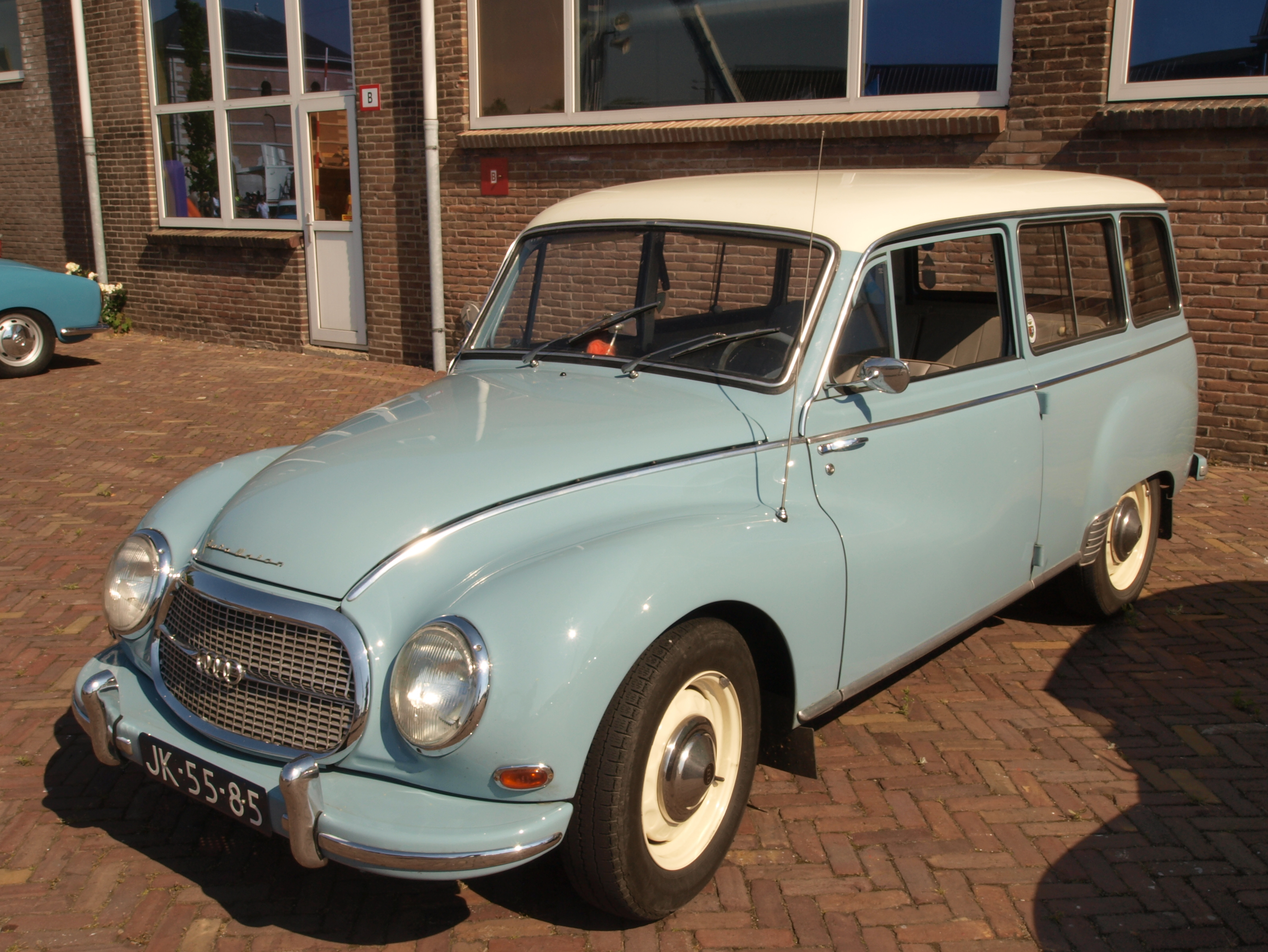
Auto Union Rural Universal

Sur la base mécanique du 1000 S, le modèle "Universel Rural" a été développé. La carrosserie était une familiale / commerciale à trois portes. La banquette arrière était pliable, permettant un volume de chargement de 2 m3.
- 1960 - Fourgonnette "Schnellaster"

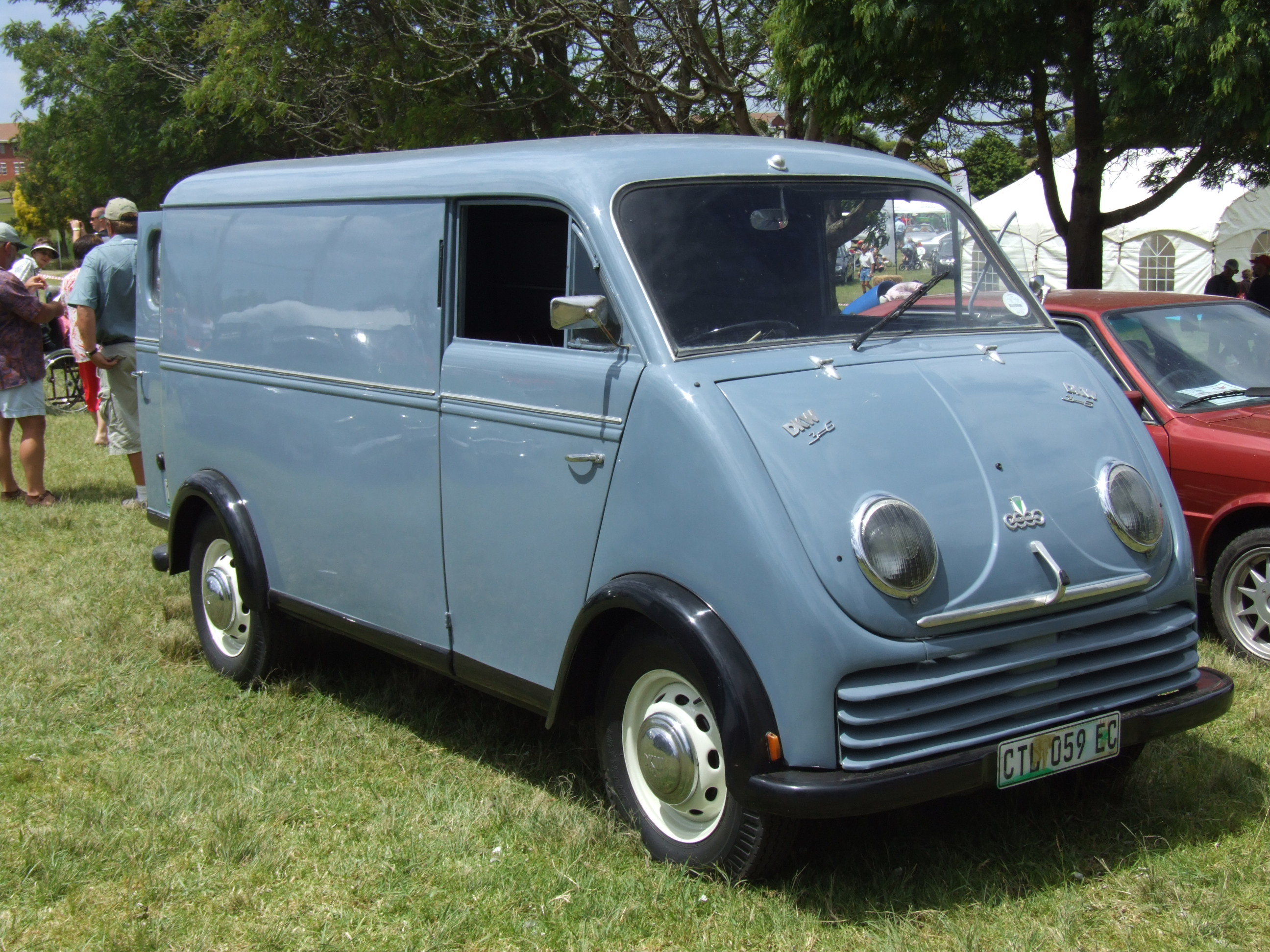
Fourgonnette Auto Union Combi argentine

La version produite par IASF est strictement identique à l'original allemand. Le nombre important de versions constituait une gamme complète et polyvalente. Elle comprenait le Combi, un minibus pour 8 passagers, un Van, une fourgonnette d’une capacité de 4,7 m3 et un pick-up avec une cabine pour trois passagers avec une charge utile de 980 kg.
Toutes les versions étaient équipées du même moteur que la berline 1000S, le moteur trois cylindres deux temps DKW de 981 cm3. Ce modèle a été remplacé en janvier 1969, par un modèle équipé d'une carrosserie entièrement nouvelle et moderne avec une version à cabine double.
- Cupè 1100S Fissore

Sur la base de l'Auto Union 1000S, IASF présenté en 1963 une version sportive mais comportant quatre vraie places, avec une carrosserie italienne signée du grand maître italien Fissore. Equipée du traditionnel moteur deux temps DKW dont la puissance a été augmentée de 5 Ch à 50 Ch à 4.560 tr/min, le Cupè Fissore atteignait les 135 km/h en vitesse de pointe.
- Fourgonnette Combi 1969

Cette fourgonnette remplaça l'ancienne DKW F800/3. Sa carrosserie, très carrée, semblable à celle de la DKW F1000L comporte une amélioration capitale, le plancher plat qui permet d’augmenter le volume de charge à 7,2 m3. Le moteur est identique à celui du précédent modèle mais est proposé avec deux taux de compression, 5.8: 1 et 7.1: 1. Avec cette motorisation, le véhicule dispose également d'une nouvelle boîte de vitesses à quatre rapports synchronisée plus M.A. et d'un embrayage monodisque à sec.
La production a été interrompue avec la fermeture de la société à la fin de 1969 mais ses brevets et outillages pour la carrosserie ont été acquis par la société d'État IAME pour la production du modèle Rastrojero F71 dès 1969 jusqu'en 1979 équipé d'un moteur diesel Indenor de 1 946 cm3.

## Les modèles fabriqués
- 1960/69 - Auto Union 1000 S - 21.797 exemplaires (licence DKW Sonderklasse (1953)[1]
- 1960/69 - Auto Union Combi / Pick-up - 3.500 ex. (licence DKW Kombi (1953)
- 1962/69 - Auto Union Universal Rural - 6.396 ex.
- 1964/65 - Auto Union Cupè Fissore - 700 ex.
- 1969 - Auto Union Combi 1969 - moins de 100 exemplaires

### Moteur DKW utilisé
- 981 cm3 - 3 cylindres en ligne, 2 temps, alésage x course 74 × 76 développant 25 / 50 ch à 3 500 / 4 500 tr/min.

Malgré certains aspects intéressants (puissance, légèreté, facilité d'entretien…), il avait quatre inconvénients majeurs : le bruit du deux-temps au ralenti, les fumées dues à la lubrification par le mélange essence-huile, une trop faible puissance qui générait des reprises difficiles génératrices d'à-coups, et surtout une forte consommation d'essence. Au point que DKW signifiait, dans l'esprit du public : « Der Kunde weint » «Le client pleure». Toutefois, les enthousiastes de la marque, qui mettaient en avant la légèreté et le brio du moteur préféraient décliner l'acronyme d'une façon plus flatteuse : Das Kleine Wunder (la petite merveille).
La production des moteurs deux temps DKW a été arrêtée en 1966 en Allemagne.